# ویتو اسکاتی
ویتو سکاتی (انگلیسی: Vito Scotti؛ ‏ ۲۶ ژانویهٔ ۱۹۱۸ – ۵ ژوئن ۱۹۹۶) بازیگر اهل ایالات متحده آمریکا بود. وی بین سال‌های ۱۹۳۷ تا ۱۹۹۵ میلادی فعالیت می‌کرد.
از فیلم‌ها یا برنامه‌های تلویزیونی که وی در آن نقش داشته است می‌توان به ناپلئون و سمنتا، اسلحه پر ۱ و راهبه پرنده اشاره کرد.